# اشخاریا پیریس
اشخاریا پیریس (سینهالی: නයන අෂ්චර්යා පීරීස් ජයකොඩි؛ زادهٔ تاریخ ورودی نامعتبر است) طراح مد اهل سری‌لانکا است.
وی همچنین برندهٔ جوایزی همچون ۱۰۰ زن بی‌بی‌سی شده‌است.